# Kobylin (Łódź)
Pour les articles homonymes, voir Kobylin (homonymie).
Kobylin (prononciation [kɔˈbɨlin]) est un village de la gmina de Rogów, du powiat de Brzeziny, dans la voïvodie de Łódź, situé dans le centre de la Pologne.
Il se situe à environ 5 kilomètres au nord-ouest de Rogów (siège de la gmina), 9 kilomètres au nord-est de Brzeziny (siège du powiat) et 28 kilomètres à l'est de Łódź (capitale de la voïvodie).

## Administration
De 1975 à 1998, le village était attaché administrativement à l'ancienne voïvodie de Skierniewice.

Depuis 1999, il fait partie de la nouvelle voïvodie de Łódź.